# Antonio Martín Espina
Antonio Martín Espina (Madrid, 18 de junio de 1966) es un exjugador de baloncesto español, actualmente es presidente de la Liga Endesa. Con 2,10 m de estatura su puesto natural en la cancha era el de pívot. 
Es hermano menor del que fuera también jugador de baloncesto Fernando Martín.

## Biografía
Se inició en el mundo del baloncesto en la cantera del Colegio San José del Parque, para posteriormente pasar a las filas de los conjuntos juveniles del Estudiantes. En la temporada 1983-84 es fichado por el Real Madrid, si bien completa su etapa de formación jugando para la Pepperdine University norteamericana (temporada 1986-87), para finalmente debutar con el conjunto madridista (temporada 1987-88), en el que jugaría durante toda su etapa como profesional hasta la temporada 1994-95. 
Hermano del también jugador Fernando Martín, durante su carrera se proclamó cinco veces campeón de la Liga ACB, cuatro de la Copa del Rey, una de la Liga Europea, tres de la Recopa de Europa y una de la ya desaparecida Copa Korac. 
Asimismo, durante las 62 veces que Martín fue internacional absoluto con España, consiguió una medalla de bronce en el Eurobasket de Roma'91, donde además tuvo una mención como integrante del quinteto ideal del torneo.
Una vez colgó las botas, desempeñó el cargo de director deportivo de la sección de baloncesto del Real Madrid desde el verano de 2005 hasta el final de la temporada 2008/09.
Fue nombrado presidente de la ACB en julio de 2018.

## Trayectoria profesional
- Cantera colegio San José del Parque (Madrid)
- Cantera Estudiantes
- Club Baloncesto Estudiantes (1982-1983)
- Real Madrid (1983-1986)
- Pepperdine University (1986-1987)
- Real Madrid (1987-1995)

## Logros y reconocimientos
- Euroliga (1): 1995.
- Liga ACB (5):  1984, 1985, 1986, 1993, 1994.
- Copa del Rey (4): 1985, 1986, 1989, 1993.
- Copa Korac (1): 1988.
- Recopa de Europa (3): 1984, 1989 y 1992.

Nominaciones individuales
- Integrante del quinteto ideal del Eurobasket de Roma (1991)

Otros
- Exdirector deportivo de la sección de baloncesto del Real Madrid (2005-2009)
- Participante en el All Star de Madrid (1991)
- Comentarista de Telemadrid para los partidos de la liga ACB
- Presidente de la ACB desde el 16 de julio de 2018